# سرباز آنجلو
سرباز آنجلو (به انگلیسی: Private Angelo) یک فیلم سینمایی انگلیسی در ژانر جنگ و کمدی محصول سال ۱۹۴۹ به کارگردانی مایکل اندرسون و پیتر یوستینف است.
این فیلم به مصائب یک سرباز در ارتش ایتالیا در طول جنگ جهانی دوم می‌پردازد. تعدادی از صحنه‌های این فیلم در روستای ایتالیایی بنام ترکواندت در استان سیه نا فیلمبرداری شد.

## بازیگران
- پیتر یوستینف - سرباز آنجلو
- گادفری تیرله
- ماریا دنیس - لوکرزیا
- مارجری رودز - کنتس
- جیمز رابرتسن جاستیس
- موینا مک گیل
- رابین بیلی - سیمون تلفر
- هری لاک
- بیل شاین - سرهنگ مایکل
- جان هاروی - مک کورن
- دیانا گریوز - لوسیا